# Tetrataxis salicifolia
Tetrataxis salicifolia là một loài thực vật thuộc họ họ Bằng lăng. Đây là loài đặc hữu của Mauritius. Môi trường sống tự nhiên của chúng là rừng khô nhiệt đới hoặc cận nhiệt đới.